# 普林斯顿大学
普林斯顿大学（英語：Princeton University），簡稱普林斯顿（英語：Princeton），位于美国紐澤西州的普林斯顿市，是世界著名的私立研究型大学，也是與哈佛大學、耶魯大學齊名的美国三大學府之一和常春藤盟校成員。根據2023/24年美國新聞與世界報導、福布斯美國大學榜及华尔街日报美國大學榜，普林斯頓位列全美第一。 
普林斯顿大学成立于1746年，前身是紐澤西学院（英語：College of New Jersey），是九所在美国革命前成立的殖民地学院之一，同时也是美国第四古老的高等教育机构。学校在1747年移至纽瓦克，最终在1756年搬到了现在的普林斯顿市，并于1896年正式更名为普林斯顿大学。在流行文化中，普林斯顿大学往往令人联想到阿尔伯特·爱因斯坦、艾伦·图灵、约翰·纳什等著名學者。在2021年度的諾貝爾獎得獎者中，有五位是普林斯顿大学的校友和教授，該校囊括了諾貝爾物理學獎、化學獎、经济学奖及和平獎，打破了世界紀錄。
普林斯顿大学提供各种有关人文、自然科学、社会科学及工程学的本科及研究生课程，但因专注纯粹学术研究而不設医学院、法学院和商学院。普林斯顿大學以精英式的本科教育与高深卓越的理论研究聞名於世，是富可敵國的学术机構，坐擁三百七十億美元，并与临近的普林斯顿高等研究院等研究机构关系密切。
從2001年到2024年，普林斯頓一直被美國新聞與世界報導排在全美大學排名的第一位。普林斯顿大学位列2025年度QS世界大學排名世界第二十二名、2025年度泰晤士高等教育世界大学排名世界第四名、2024年度世界大学学术排名世界第七名、2023年美國新聞與世界報導世界大学排名世界第十八名。
截止2021年4月，普林斯顿大学的校友、教授及研究人员中，已产生了74位诺贝尔奖得主（世界第十）、16名菲尔兹奖得主（世界第三）、16名图灵奖得主（世界第四），还有19名美国国家科学奖章得主、5名美国国家人文奖章得主以及2位克魯格人文與社會科學終身成就獎得主。普林斯顿大学具有世界領先水平的學科包括數學、物理學、经济学、生物科學、電腦科學、地球科學、心理學、政治學、社會學、工程學、歷史學、古典學、藝術史學、英語文學、哲學、比較文學、東亞研究與漢學等。在學術以外的領域，截止2018年，普林斯顿大学共培养出了2位美国总统、12位美國最高法院法官、1位前世界首富（亞馬遜公司創始人及現任董事長兼CEO杰夫·贝佐斯）以及200余名罗德奖学金得主。

## 历史发展

### 早期历史：從宗教與學術合一到專注教研
普林斯頓大學是全美第四歷史悠久的高等學府，第一爲哈佛大學，第二爲威廉瑪麗學院，第三爲耶魯大學，第四爲普林斯頓大學，這些都是美國的頂尖學府。
由曙光长老会创立的普林斯顿大学原本是为培养长老而建立的。起初校址设在新澤西州的伊丽莎白镇，校长为乔纳森·迪肯逊，原校名新泽西学院。1756年，新泽西学院迁到了普林斯顿。
普林斯頓神學院于1812年从普林斯顿大学分离，因为长老们希望能有更多的神学培训，而教师与学生们希望的恰恰相反。此举减少了学生数量，也在一段时间内减少了来自外界的支持。大学和神学院目前由于共同的历史和共享的资源而有着非常愉快的合作。

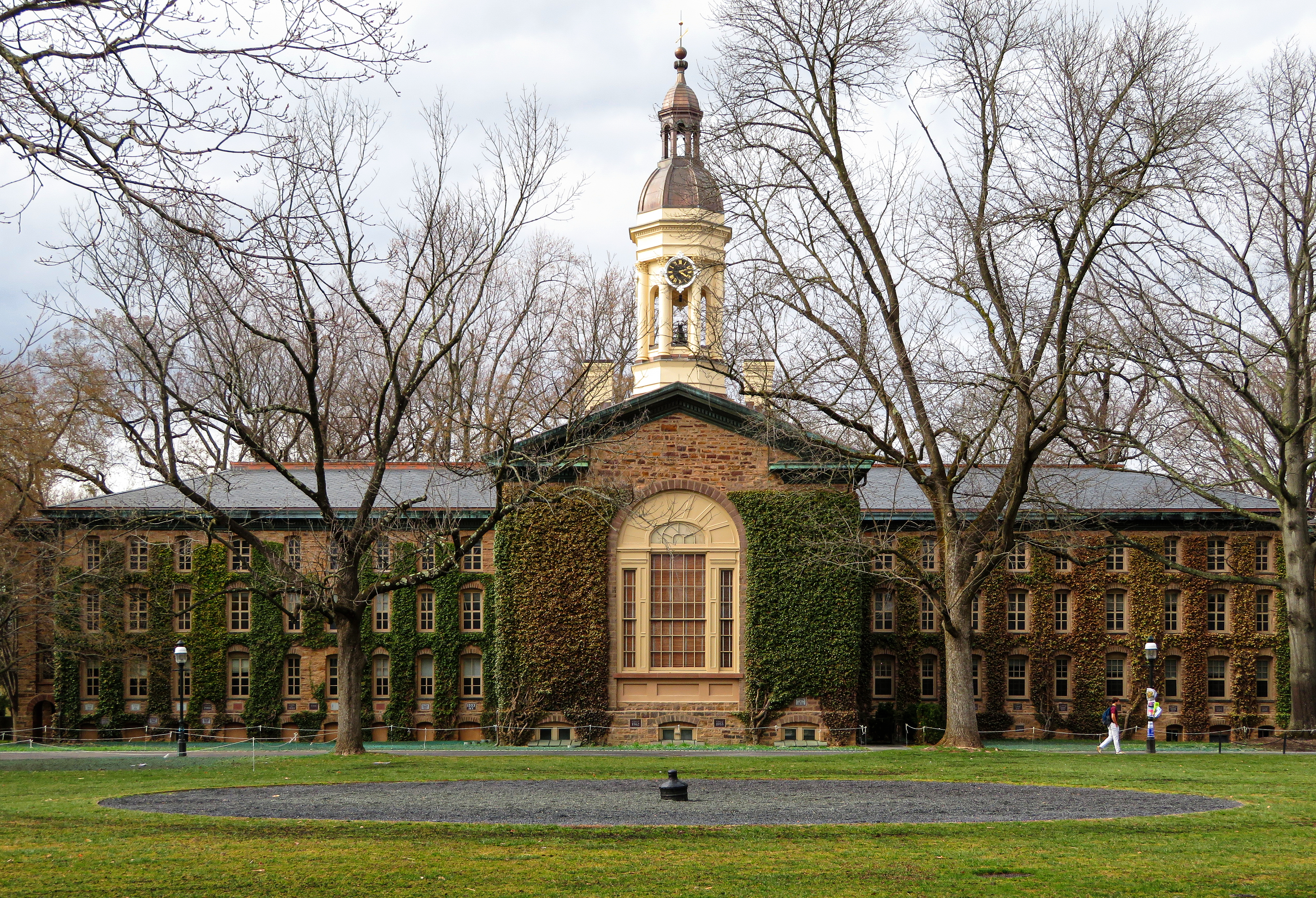
拿骚楼是普林斯顿最古老的建筑。注意台阶旁边的石老虎。

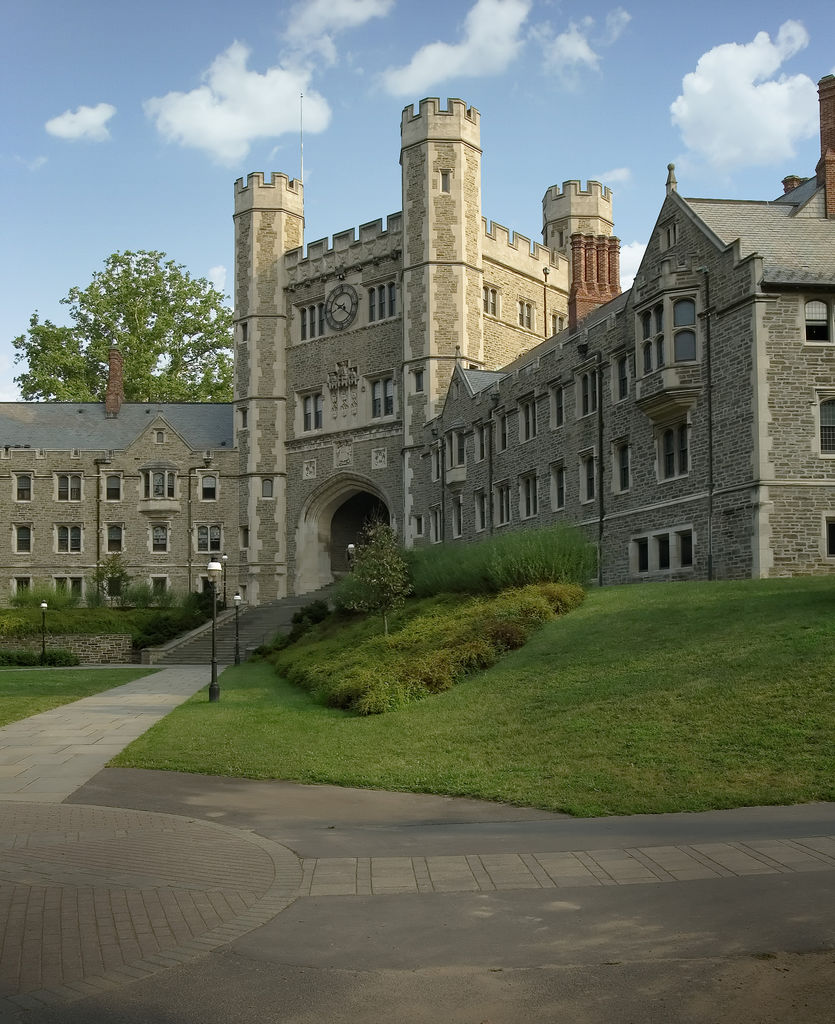
布莱尔拱门（“Blair Arch”）普林斯顿大学的标志性建筑之一

1896年，为了表示对所在地的尊敬，新泽西学院正式改名为普林斯顿大学。同年，学院也进行了大规模的扩建，也正式变了一所大学。
伍德罗·威尔逊任校长期间，建樹甚豐。威爾遜本來是一位律師，但卻鬱鬱不得志，遂回到校園，修讀政治學博士學位，從此在學術界平步青雲，並於1902年當上母校普林斯頓大學的校長。當時美國大學的授業以講座（lectures）為主，老師在大班學生前面講課。威爾遜有感這個模式令很多學生平時不用心上課，到學期末便死記硬背，應付考試。於是，威爾遜引入了稱為 “precept” 的小組導修課。根據威爾遜的理念，小組導修課導師的角色是跟四、五位學生一起閱讀和討論各個領域的學問經典，跟傳統課堂的最大分別，就是以學生為中心，不是以老師為中心，而且 precept 的討論是開放式（open-ended）的，着重培養同學的思辯能力和文化底藴。今日，小組導修已成為美國博雅教育不可或缺的一環，而威爾遜亦被視為其中一個為高等教育帶來最多革新的大學校長。許多人都認為导修制給普林斯顿大学帶來了相對於美國其他大學的獨特優勢。

### 二战之後：從貴族學校到平等多樣
第二次世界大战结束以后，以大學部教育素質著称的普林斯顿大学發展迅速，到70年代末已跻身全美最好的研究性大学之列。
普林斯顿大学向来极为重视传统，讲究学生的出身（Class of 2022 中有近一成半的学生父母是普林斯顿校友)，是一所有濃厚貴族氣息的學校。以往，普林斯顿大学以白人男性为主要培养对象，学生以中上层家庭子弟为主，至今仍然没有完全摆脱偏重白人的传统（Class of 2022 中有近四成是白人学生)）。
1945年，普林斯顿大学招收了历史上第一个黑人学生，这一做法比哈佛大学晚了大约50年。
1969年，普林斯顿大学开始录取女性本科学生。而学校的本科生俱乐部直到20世纪90年代才允许女生加入。在今天，普林斯顿大学本科学生的男女学生比例(51%-49%)已達平衡。
2018年6月5日，普林斯頓大學校長伊斯格魯布在畢業典禮上發表演講。他指出：「普林斯頓2018屆優秀畢業生是這所大學272年歷史上社會經濟背景最多元化的，珍惜這點特別之處吧，因為你們不會保持這個記錄太久了，普林斯頓往後的其他學生將打破這個記錄。我們的研究生專案同樣吸引了各種背景的人才，今年春天，我們錄取了普林斯頓歷史上背景最具社會經濟多樣性的博士生。在普林斯頓，我們相信這種多樣性的積極意義，因為我們知道，不管是大學還是國家想要向前發展必須從社會各階層吸收人才。我們也知道，普林斯頓的學位是學生尋求社會經濟階層流動的助推器。如果我們想要解決這個國家由於不公平而導致的割裂，我們必須確保來自低收入全體的學生得到他們需要的教育，從而發展能力並為社會做出貢獻。當看到我們的本科、碩士和博士畢業生時，我真心為你們的優秀和多元感到驕傲，並未你們將會在未來幾年做出的貢獻而感到興奮。」可見近年普林斯頓大學致力於校園多元化。

## 学术学制

### 学生
在八所常春藤盟校中，普林斯顿大学的学生人数相对较少。目前在校学生人数约8000人，其中本科生约5300人，研究生约2600人。学校的学生来自全美所有50个州和55个其他国家，其中海外学生占全部学生的5%，他们主要来自加拿大、中国、新加坡、英国和德国。

### 辦學資金
普林斯顿大学是全世界最富有的大学之一，迄今为止辦學資金已超過二百六十亿美元，這全靠歷屆校友源源不断的捐款和投资专家的不斷努力。例如著名香港商人胡應湘是普林斯顿大学校友，他在1995年宣佈捐一億美金給母校普林斯頓大學，是普林斯頓大學歷來收到最大數目的單筆捐款。然而，胡在捐款後接受《紐約時報》訪問，說亞洲區學府培養庸才，立時引起反響。

### 學科規劃
普林斯顿提供两个主要的本科课程：文学学士（A.B.）与科学和工程学士（B.S.E.）。前者被授予主修人文科学、社会科学和自然科学的学生；后者则授予主修工程技术专业的学生。普林斯顿是唯一一所要求每个本科生都写高级论文以完成学业的大学。

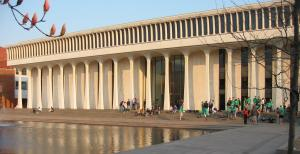
罗伯特森会堂（“Robertson Hall”）是威尔逊公共和国际关系学院的所在地

普林斯顿提供研究生的学位（多數是博士学位），在很多学科都是最优秀的专业；包括数学、物理、经济学、历史和哲学。但是，不像其他大学，普林斯顿并没有广泛的研究生研究学院—比如，普林斯顿没有法学院或者商学院。普林斯顿最有名的专业学院是伍德罗·威尔逊公共和国际关系学院（Woodrow Wilson School of Public and International Affairs），创建于1930年，原名为公共和国际关系学院，1948年改为现名。普林斯顿也提供工程和建筑学的研究生课程。

### 本科阶段：教研合一的本科課程
普林斯頓大學本科教育聞名於世，本科收生自然極為嚴格，是世上最難進的大學之一，2018年的取錄率只有5.5%。
普林斯頓以重視本科教育著稱，即使是本科一年級生也能接觸到舉世知名的學者，如諾貝爾獎得主。普林斯顿的研究生中流传着这样的说法：“在普林斯顿，第一是校友；第二是本科生；第三是教授；第四是研究生。”这里的一二三四是指他们在学校的地位。虽然有研究生自嘲的成分，但也确实反映了一部分事实。普林斯顿的本科生教育列于美国之首来源于它对本科生的重视。每年的新生约有1160人，是经过对SAT和个人专长等各方面的审查，从约13，600余名申请者中选拔出的，也就是只有不到10%的申请者会被录取。甫进校园，本科生在第一年不需要选择自己的专业，但要完成相当数量及各种类别的学分。普林分为两学期制，春秋各有12周，上课时间不长，但课堂强度相当大。除了每节90分钟的讲课时间外，还有每周两小时的答疑时间，此外还有普林特有的“precept”，就是约10人大学生小组与助教的讨论时间。上课质量也是很高的，很多授课人是院士或诺贝尔奖获得者。除了前面讲过的5：1的学生教授比例以外，每10个学生左右还会配一位研究生做助教，负责答疑，批改作业试卷以及主持precept的讨论，所以本科生有足够的资源获得辅导。
普林斯顿的本科生在第二年末選好主修科目後，每位三年級生都參加一個「三年級研討班」（junior seminar）或撰寫一份「三年級論文」（junior paper）。研討班由教授指定主題，同學輪流授課講解，最終得見全豹，學期末也有一份小論文作業。三年級文章則由學生自選題目，在教授指導下進行研究。普林斯頓本科教育的重頭戲，則非「四年級論文」（senior thesis）莫屬（某些其他學校也有類似機會，但不是像普林斯頓般全體學生皆然）。其模式跟三年級論文相似，但規模和深度都更上層樓。由於普林斯頓每屆只有1,000多個本科生，師生比例在常春藤名校中偏高，故每位學生在研究過程都得到教授的關心和指導。值得注意的是，部分普林斯頓的傑出天才學生在本科階段已經開始修讀博士課程，甚至出任著名期刊的審稿人，其成就已然超越一般平庸的大學教授。
普林斯顿大学的本科学生都要签署被称为“荣誉规章”（“Honor Code”）的学术诚信的保证。这条规定需要学生写一份书面保证，保证对所有的书面作业既没有剽窃也没有违反其他道德规范。学生们在每一次考试都被要求写下“我以我的人格保证我没有在这次考试中违反荣誉规章”的誓言。这份规章带有第二份义务：在入学考试的时候，每个学生保证在看到别的学生舞弊时向学生维护的荣誉委员会报告。由于这个规章，普林斯顿大学考试无人监考。违反“荣誉规章”的学生会遭到最强烈的处分，包括短暂休學以及永久开除。尽管无人监考，違規事件卻不常發生。课外作业不在荣誉规章的管辖范围内，但学生也经常需要在作业上写下绝无作弊行为的保证。（“这份作业完全代表着我自己的努力，也不违反学校的任何规章。”）
约98%的普林斯顿学生都住在校内的学生宿舍里。一、二年级学生住在住宿学院里，高年级学生可以选择住在校外，但是这样的学生不多，因为当地的房租和地价都非常高。本科阶段的社会活动包括一系列的饮食俱乐部（eating clubs），这种活动对高年级学生也开放。这种学校活动的功能和其他大学的联谊会类似。
普林斯顿大学录取学生时并不仅仅参考成绩，要要看学生的综合能力与潜能，对各种学术与非学术领域的兴趣，特殊才能与天资、处事经验、人生抱负和家庭背景等等因素都会被纳入它的考察范围。校方评价一个学生优秀与否的指标有4项：头脑质量，其中包括智商、学习能力、创造力等等；品格质量，其中包括责任感、价值观、判断力等等；为学校作出贡献的能力；以及未来在本专业和社区中起到领导作用的潜力。普林斯顿录取学生按照不看家庭经济状况，只看各方面成绩的规则来选择学生。普林斯顿很爽快地用收到的捐款把贫困学生无法支付的学费都减免而不像其他大学强加学生背上沉重的贷款包袱。普林斯顿在2001年成为了全美第一所“无贷款”的学校。尽管有这些规定，普林斯顿的学生，作为一个整体，仍然是同档次学校中在文化上最保守和传统的。

### 研究生阶段：培養一流的學者和專家
普林斯顿大學研究院主力培養博士生。與其他名校不同的是，普林斯顿大學研究院開辦的碩士項目甚少。
著名學者、電影A Beautiful Mind主角原型約翰·奈許(John Nash) 是普林斯顿大學博士，他憑著僅僅28頁的博士論文，獲得了諾貝爾經濟學獎。由此足見普林斯顿大學研究生教育的成功。
普林斯顿大學的研究生教育舉世知名，不少教授皆是一時之選，因此吸引了全球各地本身已有一定學術水平和成就的尖子報考（當中部分尖子只擁有本科學歷。按規定，學生不必擁有碩士学位才能報考普林斯顿大學的博士課程），其取錄率(12%)雖然比本科(5.5%)高，但競争仍然相當激烈。每位獲取錄的普林斯顿博士研究生合共可獲近五十萬美元的豐厚獎學金，以支付每年的學费、醫保和生活费。此外還有額外的暑期研究資助，供研究生前往各地進行研究交流。普林斯顿研究生录取是由各系的招生委员会负责，過程嚴謹，百裏挑一，录取率極低。決定录取的因素不一而足，卻幾乎缺一不可，主要以本科大學的聲譽、本科成绩(GPA)、三封來自大學教授的推薦信、過往研究成果的水平及寫作能力 (Writing Sample/Publication)、未來研究計劃的可行性 (Statement of Academic Purpose)、學術能力與潛力、GRE考試分數以及面试而定。
一般而言，美國眾多頂尖大學的研究生訓練遠比英國、歐陸以及亞洲大學全面、認真和嚴苛，普林斯顿大學當然也不例外。一般情况下，在首两年，研究生要選修合共十多門小班形式的研討课(Seminar)。以人文社科為例，每週的閱讀量至少一千頁，而且課上還有大量演講報告和互動討論。然而，要求嚴格並不意味著默守成規。普林斯顿給予研究生很高的選課自由度，研究生可跨系選課，轉益各系名師，如此安排，有利於開拓研究格局和培養跨學科視野。部份研究生课更由來自不同學系的教授合開，激盪學術火花，刺激研究思维。研究生课的目的主要是培养独立、批判思考以及学术交流的能力。如果平均成绩不及A-，就要被開除。在第二年，要参加“博士生资格考试”，以人文社科為例，共設三科，每科必須涉及不同而相關的學科，要求是讀相關領域大量研究著作，以達致能教授本科学生的知識水平。理科生則要提出一个科研论题及可行性报告，然后“考官”会就这份报告做种种“刁难”，考察学生的思考能力，论述能力及快速掌握知识的能力。如果通过“博士生资格考试”，那就有资格继续寫博士論文，否则就只能拿硕士走人。
在全球大學教育經費縮減的嚴峻情況下，大學教席萎缩，博士生就業難。所以，即使是頂級大學亦多不願公佈研究生的就業情況。對比之下，普林斯顿大学卻願意公開此等敏感數據：超過六成的普林斯顿大学研究生能在畢業之後於大學找到教職，超過四成更能出任終身制軌道(tenure-track)的大學教授，比率甚高。（相比之下，只有不足三成的耶鲁大學研究生和不足兩成的賓夕凡尼亞大學研究生能出任大學教授）其餘約三成學生則多投身科技界和政商界，學以致用。

### 教师
虽然学生人数不多，但是普林斯顿大学的师资却不亚于全美任何一所一流大学：目前教授中有7位诺贝尔奖得主，22位麦克阿瑟天才奖获得者。历史上普林斯顿大学校友中有46位校友获得过诺贝尔奖。1998年，普林斯顿教授、华裔科学家崔琦获诺贝尔物理奖。2000年的诺贝尔经济学奖得主乃是该校1968届硕士，1971届哲学博士詹姆斯·赫克曼。美国的《美国新闻与世界报道》杂志多次将普林斯顿的本科教育并列为美国之首。此外，普林斯顿大学的学者在一流学术期刊和人文类杂志上发表论文的人均数量也高居全美之首。普林斯顿大学的师生比例为1：5，这样高的比例在全美的大学里是極為少见的。由于学生人数不多，教授们会有足够的精力来关心学生的作业与发展。
普林斯顿大学的现任校长为Christopher L. Eisgruber。
在院系及专业设置方面，普林斯顿大学将重点放在基础研究上，求精而不求全。例如，普林斯顿大学的工程学院之规模要比麻省理工学院和斯坦福大学的工程学院小很多，其心理学专业相对其他一些同等级学校来说研究方向也更集中，同样侧重于基础理论研究。这就是普林斯顿没有医学院的原因：医学院不得不与临床应用相结合，而运作一个庞大的医学院和临床医院系统需要大量不必要的人力和财力，因而普林斯顿大学坚持不设医学院。
然而，坚持自身的传统优势并不和故步自封相联系。普林斯顿大学新闻办公室的贾斯廷·哈蒙先生介绍说，普林斯顿大学在发扬其传统优势的同时，也会紧跟新科技发展潮流。近年来，随着人类基因组草图的成功绘制，生物基因组研究已经成为了科研领域的一个新热点领域。因此，新的基因组学中心正在积极筹建中，校方打算由普林斯顿大学现任校长，分子生物学家蒂尔曼亲自担任主任。

### 经济援助

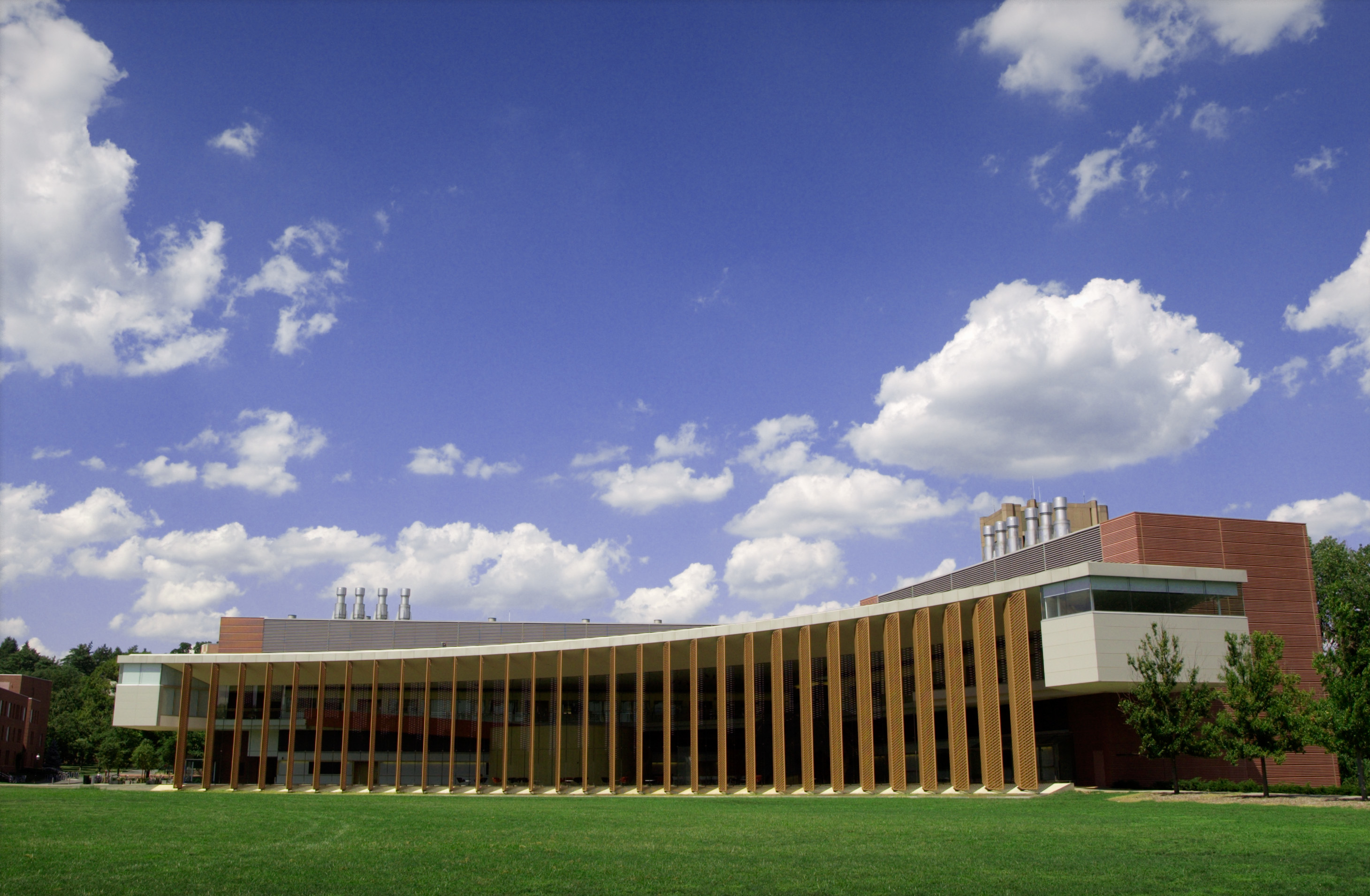
卡尔·伊坎（Carl C. Icahn）实验室

普林斯顿大学在普林斯顿评论（虽然名称和普林斯顿大学似乎有关，其实两者毫无联系）的评比中被评为最上得起的大学之一。2001年，普林斯顿大学是美国第一所完全没有学生贷款的大学，普林斯顿扩展的计划在3年前就确定了以不要偿还的经济援助代替贷款。之后校方又作出了一系列举措：在不考虑家庭经济状况的前提下录取国际学生；把家庭房产的价值从计算学费的公式中去除；减少学生储蓄的贡献比例；并把校方对中低收入家庭学生暑期存款的期望值降低。
普林斯顿大学还被美国新闻與世界報導和普林斯顿评论两家媒体评为有贷款负担的毕业生最少的学校。普林斯顿的经济援助办公室估算本科生毕业时平均要背负2360美元的贷款，而全国各个大学的平均值约为20000美元。统计数字显示，2009届的班级中将有接近60%的有收入学生会接受某种形式的经济援助。
普林斯顿大学的申请截止日期是每年的1月2日。经济援助优先申请于每年的2月1日截止，由于学校资金充裕，所以提供的奖学金甚是诱人：一般可申请到的助学金为13800美元。普林斯顿大学每学年的学杂费约为33000美元，住宿和伙食费需要7206美元，其中不包括假期费用。

### 文化传统

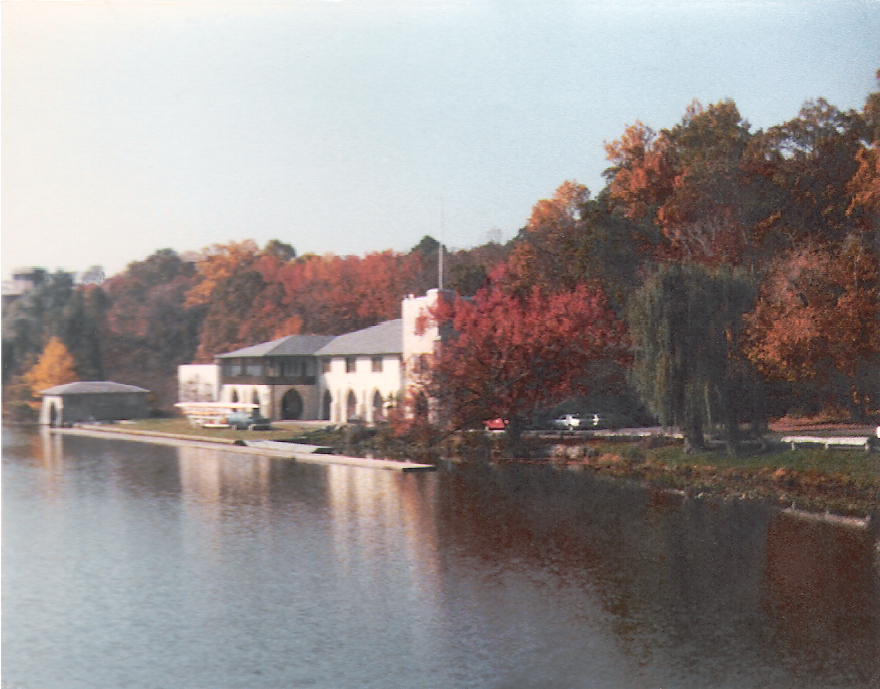
卡內基湖湖畔的划船中心

1869年，普林斯顿和罗格斯的校队之间进行了历史上第一场各个校队之间的橄榄球比赛，普林斯顿队以4比6败北。普林斯顿与耶鲁之间自1873年以来的对抗是美国历史上第二悠久的。近来，普林斯顿的男子篮球、男女长曲棍球以及女子赛艇上取得了长足的进步。
来自普林斯顿的辩论队（American Whig-Cliosophic Society）是世界上最好的之一。这个辩论队是美国议会辩论协会（APDA）的成员之一，也曾经主办过世界大学辩论赛。

### 藏書
普林斯顿校图书馆目前有一千一百万藏书。主要的馆址燧石图书馆拥有超过六百万册藏书。在燧石图书馆之外，许多独立的学科（包括建筑学、美术历史、东亚研究、工程、地球科学、国际关系和公共政策，以及近东研究）也都有自己的图书馆。一些系的四年级学生可以在主图书馆登记申请封闭的阅读室，作为个人工作间和书籍及研究资料储存处。

## 校园环境

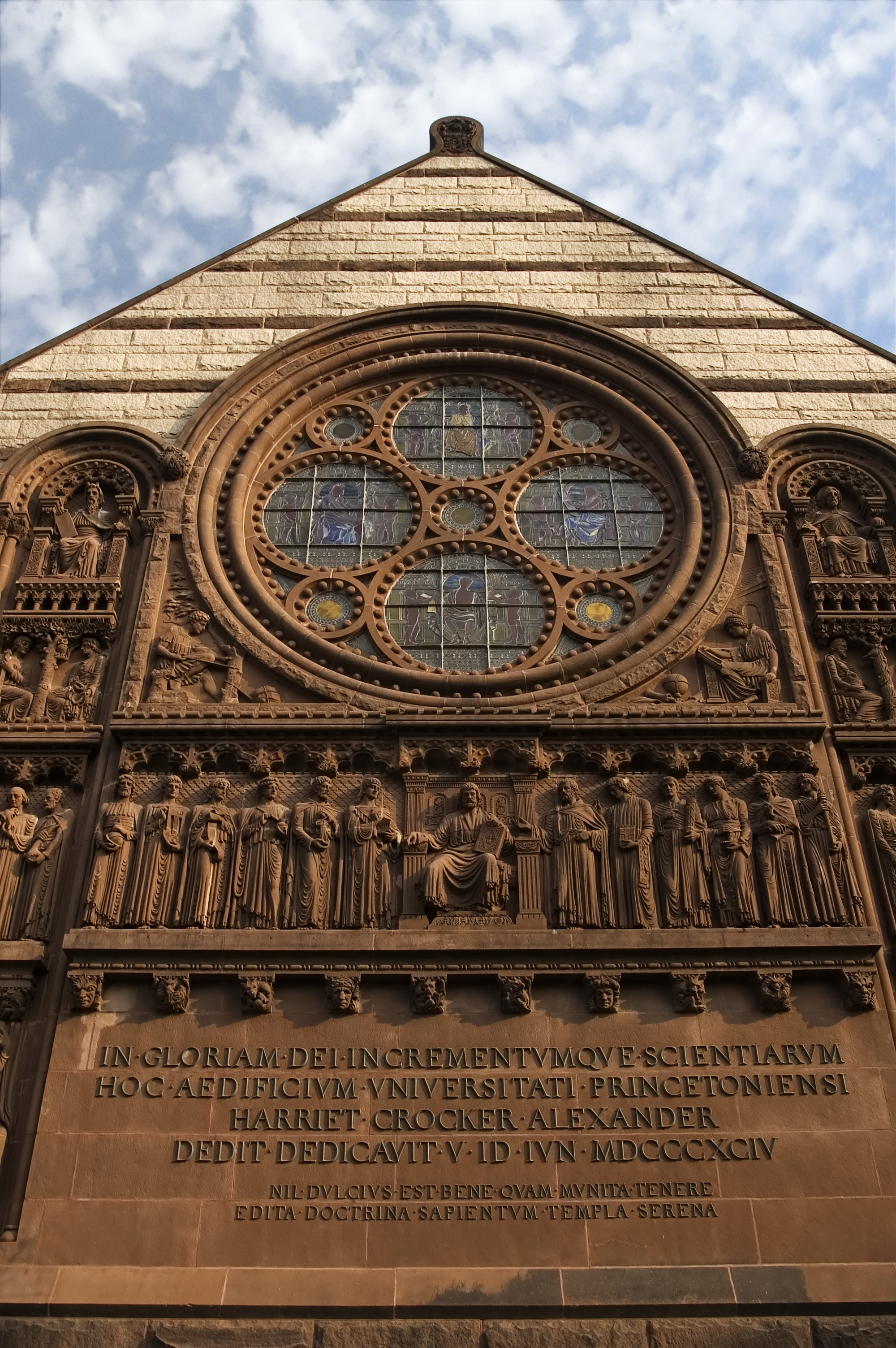
亞歷山大會堂擁有世界一流音響效果的音樂廳。圖為會堂正面的拉丁牆。

普林斯顿大学有160座现代化的教学楼，实验室，综合及专业图书馆(其综合图书馆Firestone藏书500万册)，音乐艺术建筑博物馆，室内外综合体育场馆和学生活动中心等等。除少数现代感很强的建筑外，大多数古色古香，平添了庄重感与独特的韵味。学校里花草树木郁郁葱葱，松鼠野兔与小鹿随处可见。校园本身就象一座州立公园，曾被评为美国最漂亮的校园之一。
普林斯顿大學是一个大学城，学校没有围墙，环境优美，安静清幽但又绝不闭塞，是潜心学习研究的好地方。位於纽约和费城的中点线上。学校有多条支路与主要的高速公路和铁路（普林斯顿支线普林斯顿站和东北走廊普林斯顿枢纽站）联系，这样既可以避免不必要的外来扰动，又保证了畅通的内外联系。普林斯顿是富有特点的乡村城市。方圆7平方公里的小城处在新泽西州西南的特拉华平原，东西方向分别有卡内基湖和特拉华河。河水环绕着的普林斯顿景色幽雅，周围树木繁茂；普林斯顿人口约为3万，市民普遍生活富裕；小城交通方便，距离纽约和费城两大城市分别只需大约1小时车程，加上小城的恬静和安祥，以及浓浓的文化氛围，使普林斯顿成为美国上层人士青睐的居住地。
普林斯顿的校址方圆2.4平方公里。校内有很多歌特复兴风格的建筑，大多数都是19世纪末20世纪初修建的。拿骚楼是校内的主管理楼，建于1756年，曾在1783年间短暂地被作为国会大厦使用。校园内一些现代的新建筑有一些是罗伯特·文丘里、Hillier Group、德米特里·波菲里奥斯（Demetri Porphyrios）和弗兰克·格里设计的。校内还有很多雕塑，包括亨利·摩尔（例如他的“椭圆上的斑点”，被戏称为“尼克松的鼻子”）、克莱门特·米德穆尔（Clement Meadmoore，爆全发户II）和亚历山大·考尔德的作品。校园的中间是自1830年左右修建的Delaware and Raritan隧道和可以划船的卡内基湖。

### 住宿学院
普林斯顿大学的本科住宿学院是包含食宿功能的一系列建筑，由一、二年级以及一些住宿顾问居住。每个学院都包括一系列宿舍，一间食堂，其它设施（包括自习室、图书馆、舞台、暗室等等），以及管理人员和有关教师。
普林斯顿目前有五所住宿学院。洛克菲勒住宿学院和玛茜住宿学院坐落于校园西北，两所学院的学院歌特风格建筑由于其代表性经常占据学校宣传品的版面。处在校园中南部的威尔逊住宿学院与巴特勒住宿学院，相比起来，要新一些，也是专门为作为住宿学院而建的。福布斯住宿学院位于校园的西南，曾被用做酒店，后来被校方买下用作住宿学院。本来以主赞助商瑪格麗特·惠特曼（購物網站電子灣eBay创始人，任CEO）命名的威特曼住宿学院的建筑计划在2003年末取消。

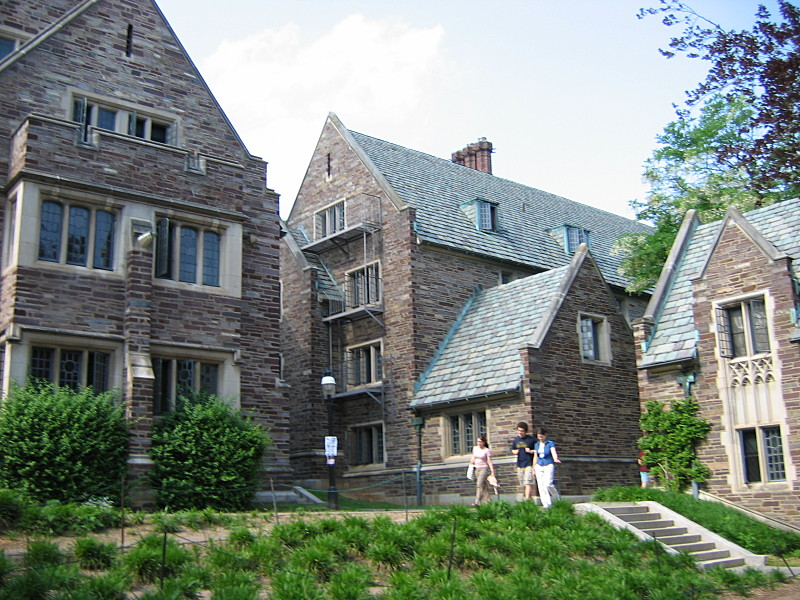
学院歌特式风格的Cuyler Halls是普林斯顿的学生宿舍。

伍德罗·威尔逊曾在20世纪初对现有的住宿学院曾提出过改革计划。威尔逊的计划和耶鲁大学目前的计划类似，是一个四年连续的住宿学院。由于得不到理事的支持，这个计划在1968年威尔逊住宿学院建立和一系列的饮食俱乐部建立的时候才正式开始。一二年级住宿学院的系统经常成为激烈讨论的题目。未来的计划是建立在威特曼住宿学院的完成的基础之上的。校方提出的威特斯计划（“Wythes Plan”）提出要在未来增加500名本科学生，两所住宿学院也会扩建以适应研究生的需要。这些新建计划就代表着威尔逊计划在提出一个世纪之后正式实现。
此外，普林斯顿还有一所研究生住宿学院，名曰研究生住宿学院（Graduate College），处在比福布斯住宿学院更远的校园角落。是研究院第一任院長，對於研究生住宿學院的建立有很大的貢獻。克里夫兰塔（“Cleveland Tower”）是这一系列的学院歌特式建筑中的代表，也是当地一个世界级钟乐队的所在地。

### 美术博物馆
普林斯顿大学的美术博物馆被建立的目的是给予学生直接，亲密，以及长期的对世界级美术作品的接触和熏陶，也可以对学校美术系的教学和研究做到补充的效果；这也是美术博物馆长期以来的首要功能。
美术博物馆大约有六万件藏品，从古代到现代的艺术品都有收集，并主要集中于地中海、西欧、中国、美国和拉丁美洲的作品。博物馆有专门的古希腊、古罗马的文化遗产收藏，包括陶器、大理石、青铜、以及罗马的镶嵌工艺收藏。这些文物来自普林斯顿大学在安提阿（古叙利亚首都，现土耳其南部城市）的考古挖掘工作。博物馆还收藏了一些中世纪欧洲的雕塑、金属制品和彩色玻璃。西欧的油画收藏包括了从早期文艺复兴一直到19世纪，20世纪以及现代美术作品的收藏还在扩展之中。
中国美术作品是博物馆的重要收藏之一，包括重要的青铜、坟墓雕像、绘画作品、以及书法；博物馆还有前哥倫布時期美术，包括来自于玛雅文明的美术作品。美术博物馆收藏了很多大师印记和绘画作品，还有一个广泛的独创摄影作品收藏。

## 普林斯顿大学與中國

### 現況
普林斯顿大学東亞研究系在六四事件後成立了普林斯頓中國學社，收留了一批流亡海外的中國學生和學者。
普林斯顿大学現於中國設有北京語言學校以及官方微博。
在普林斯顿大学在2018年1月公佈的最具影響力的25位校友名單之中，有三人是華裔人士，包括利豐有限公司董事總經理馮國綸、合和實業創辦人及現任董事局主席胡應湘和數學教授陶哲軒。

### 普林斯顿大学的中國研究
普林斯頓大學東亞研究系（页面存档备份，存于）(Department of East Asian Studies) 在創系元老牟復禮的經營之下，於20世纪70年代迅速崛起，自此成為中國研究重鎮，素有"中華帝國"的稱譽，引領學界研究數十年。
普大東亞研究系名師輩出。在中國史方面，有劍橋中國史主編、唐史名家杜希德（又譯崔瑞德，Denis Twitchett）、宋史翹楚劉子健、元明史權威牟復禮(Frederick W. Mote)、中國思想史專家裴德生 (Willard Peterson) 、清史專家韓書瑞（Susan Naquin）、明清学术思想及文化史與科學史權威艾爾曼（Benjamin Elman)、以及"從堯到毛"無所不精的國學大師余英時。在中國文學方面，有發揚抒情傳统說的高友工、中国叙事学與明清小說名家蒲安迪 (Andrew H. Plaks) 、胡適專家和對外漢語專家周質平、現代文學專家林培瑞( Perry Link) 、先秦兩漢文學名家柯馬丁(Martin Kern)以及中古文學專家田安 (Anna Shields)。在中國藝術方面，有知名艺术史学者方聞、艺术史学者谢柏柯（Jerome Silbergeld）和先秦藝術與考古專家貝格利(Robert Bagley)。在中國宗教方面，有佛學專家、汉学界诺贝尔奖儒蓮獎得主太史文 (Stephen F. Teiser) 。在中國社會學方面，有著名華人社會學家謝宇。
目前普林斯頓的漢學掌門人是名動歐美與中國學界的德裔漢學家柯馬丁(Martin Kern)。柯馬丁是中西比較古典學的提倡者，其学术领域涵盖先秦两汉文学、文献学、語文學、历史、艺术、宗教和古典學，近年身兼普林斯頓大學亞洲學講座教授及東亞研究系主任、古典學系兼任教授、比較古典學倡議項目主任；中國人民大學傑出人文講座教授兼古代文本文化國際研究中心主任，以及著名國際漢學期刊通報 (T'oung Pao) 主編等要職。
普林斯頓成功培養不少漢學界的領軍人物。當中較有名的畢業生包括台灣中央研究院前副院長、歷史語言研究所所長、思想史名家王汎森、 國立故宮博物院院長石守谦、台灣清華大學中國文學系暨歷史研究所教授陳玨、香港理工大學人文學院院長兼香港孔子學院院長朱鴻林、香港中文大學歷史系前講座教授及系主任陳學霖、香港嶺南大學歷史系前講座教授兼系主任戴仁柱（Richard L. Davis）、香港嶺南大學中國文學講座教授蔡宗齊、北京大学历史学系暨中国古代史研究中心教授陆扬、北京大学历史学系教授羅志田、耶鲁大学創校三百年以來第一位华裔女性系主任、東亞語言文學系中國文學講座教授孫康宜、耶鲁大学艺术史講座教授班宗华(Richard Barnhart)、哈佛大学中國文學教授李惠儀、哈佛大学中國史講座教授包弼德 (Peter K. Bol) 、加州大學柏克萊分校中國史教授戴梅可 (Michael Nylan) 、美國密西根大學中國文學教授兼亞洲語言文化系系主任林順夫、英国伦敦大学亚非学院中文系前主任卢庆滨等。

## 著名人物

### 校友
- 詹姆斯·麦迪逊（1771年届）：第4任美国总统
- 伍德罗·威尔逊（1879届）：第28任美国总统，曾任普林斯顿大学校长及新泽西州州长
- 李承晚 （1908屆）：普林斯頓大學政治學系博士，是亞洲黃種人最初獲得西方學位的人，五年內完成喬治華盛頓大學學士，哈佛大學碩士和普林斯頓政治學博士，韓國獨立運動家，大韓民國建國者與初代大統領
- 约翰·F·肯尼迪（1939届）（第一学期之后因为健康原因退学）：第35任美国总统
- 艾伦·图灵博士（1938届）：计算机科学家、密码学家
- 蓋瑞·貝克（1951届）：1992年诺贝尔经济学奖得主
- 皮特·康拉德（1953届）：宇航员，第三个踏上月球的人
- 许子根（1970届）：马来西亚民政党全国主席
- 田長霖 - 柏克萊加州大學校長
- 约翰·福布斯·纳什 - 数学教授。主要工作领域为博弈论和微分几何学，并提出了纳什均衡。
- 杰罗姆·鲍威尔 - 现任美国联邦储蓄委员会主席

### 著名教授

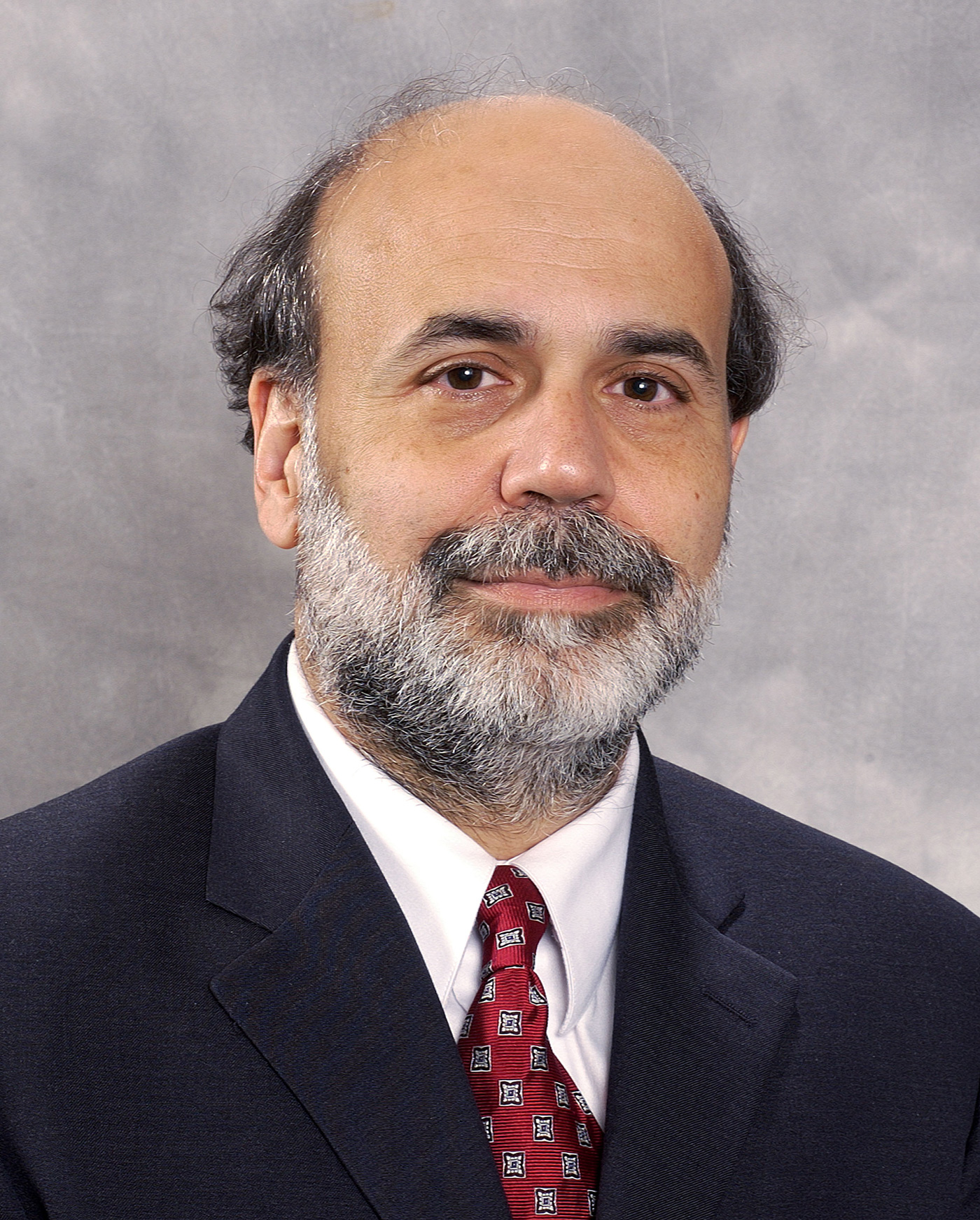
本·伯南克

- 吉姆·皮布尔斯 - 物理系教授，2019年诺贝尔物理学奖得主
- 本·伯南克 - 经济学和公共关系教授，原美国联邦储备局主席
- 托妮·莫里森 - 英文教授，黑人女作家
- 安德鲁·怀尔斯 - 数学教授，费马大定理证明人
- 姚期智 - 世界著名计算机科学家，2000年图灵奖得主，目前是香港中文大学和北京清华大学教授。
- 菲利普·安德森 - 物理學教授，1977年诺贝尔物理学奖得主。
- 余英時 - 漢學大師，克魯格人文與社會科學終身成就獎、首屆唐獎「漢學獎」得主。
- 邹至庄 - 华裔经济学家，美国普林斯顿大学政治经济学教授和经济学名誉教授。

### 诺贝尔奖获得者
截至2019年10月，累计有68位诺贝尔奖得主和该校存在某种程度的关联。根据普林斯顿大学的标准，这些人包括曾在该校就读的学生，或是获奖时是该校雇员，还可以是在该校聘用期间从事了导致最终获奖的研究。

## 延伸阅读
- Axtell, James. The Making of Princeton University: From Woodrow Wilson to the Present (2006), 710 pp; highly detailed scholarly history.
- Bradley, Stefan M., "The Southern-Most Ivy: Princeton University from Jim Crow Admissions to Anti-Apartheid Protests, 1794–1969," American Studies 51 (Fall–Winter 2010), 109–30.
- Bragdon, Henry. Woodrow Wilson: The Academic Years (1967).
- Kemeny, P. C. Princeton in the Nation's Service: Religious Ideals and Educational Practice, 1868–1928 (1998). 353 pp.
- Noll, Mark A. Princeton and the Republic, 1768–1822: The Search for a Christian Enlightenment in the Era of Samuel Stanhope Smith (1989). 340 pp.
- Rhinehart, Raymond,  (guide to architecture), 2000, 188 pp.
- Smith, Richard D, , 2005, 128 pp.
- Synnott, Marcia Graham, , 1979. 310 pp.
- Wilson, Woodrow, Link, Arthur S;  et al , 编,  14–21, 1972–76.
- McLachlan, James, , 1976. 706 pp.
  - Harrison, Richard A,  2, 1981. 585 pp.
  - ———,  3, 1981. 498 pp.
  - Woodward, Ruth L; Craven, Wesley Frank, , 1991. 618 pp.
  - Looney, J Jefferson; Woodward, Ruth L, , 1991. 677 pp.